# Massís de l'Altai

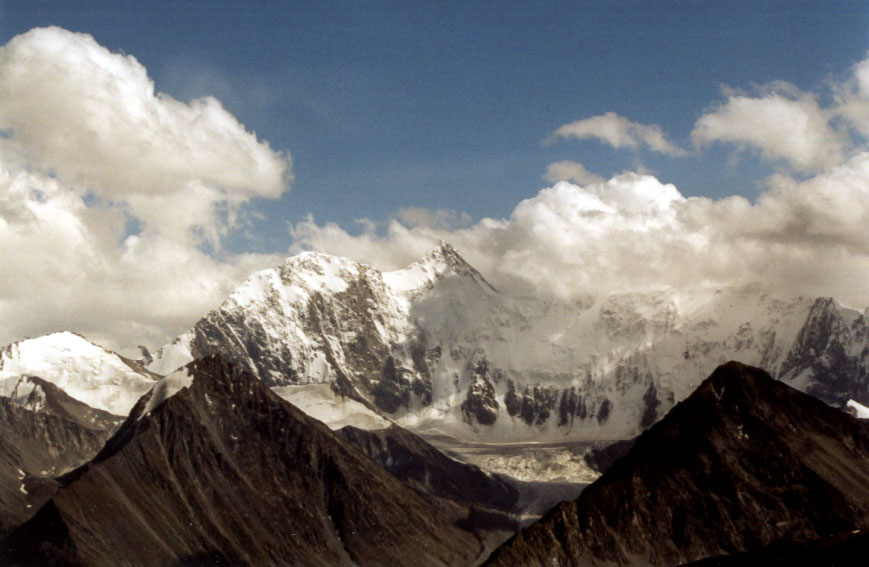
El cim del Belukha, al massís d'Altai

L'Altai (nom en mongol i rus, Алтай; en xinès, Kin Shan) és una regió muntanyosa situada a l'oest de Sibèria (Rússia) i Mongòlia, a la frontera amb la Xina i el Kazakhstan. El massís es fusiona amb les muntanyes Sayan al nord-est, i es fa més baix al sud-est, on es fusiona amb l'altiplà del desert de Gobi. S'estén d'uns 45° a 52° N i d'uns 84° a 99° E. S'estén des de la vall del riu Irtix i la depressió de Jungària, a l'oest, fins a les muntanyes Saian a l'est, i fins a l'altiplà de Mongòlia al sud.

## Etimologia i noms moderns
Altai es deriva de la forma subjacent * altañ "or, daurat" (compareu amb el turc antic 𐰞𐱃𐰆𐰣 altun "or, daurat") amb coda -ñ subjacent a la correspondència -n i -y entre els cognats en diferents llengües i dialectes turcs (p. ex. qōñ ~ qoy "ovella", Qitan ~ Qitay "Khitans", etc.), així com en mongol.
Les muntanyes es diuen Altain nuruu (Алтайн нуруу) en mongol Khalkha, altai-yin niruɣu en mongol Chakhar i Altay tuular (Алтай туулар) en llengua altaia. També s'anomenen Алтай таулары o التاي تاۋلارى en kazakh; Altajskije gory (Алтайские горы) en rus; Altay Taghliri (Алтай Тағлири) en uigur; ā'ěrtài shānmài en xinès (阿尔泰山脉simplificat,阿爾泰山脈tradicional, o اَعَرتَىْ شًامَىْ a Xiao'erjing); i Arteː shanmeː (Артэ Шанмэ) a Dungan.
L'antiga denominació a les inscripcions de l'Orkhon és Altin-yish ('muntanyes d'Or'), en xinès Kin Shan. Els grecs parlen d'Ektag, però segurament es tracta d'Ak Tagh, la 'muntanya Blanca', equivalent al Tian Shan. El nom modern (del turquès Alitau, 'muntanyes d'Or') apareix per primer cop en el període calmuc.

## Geografia

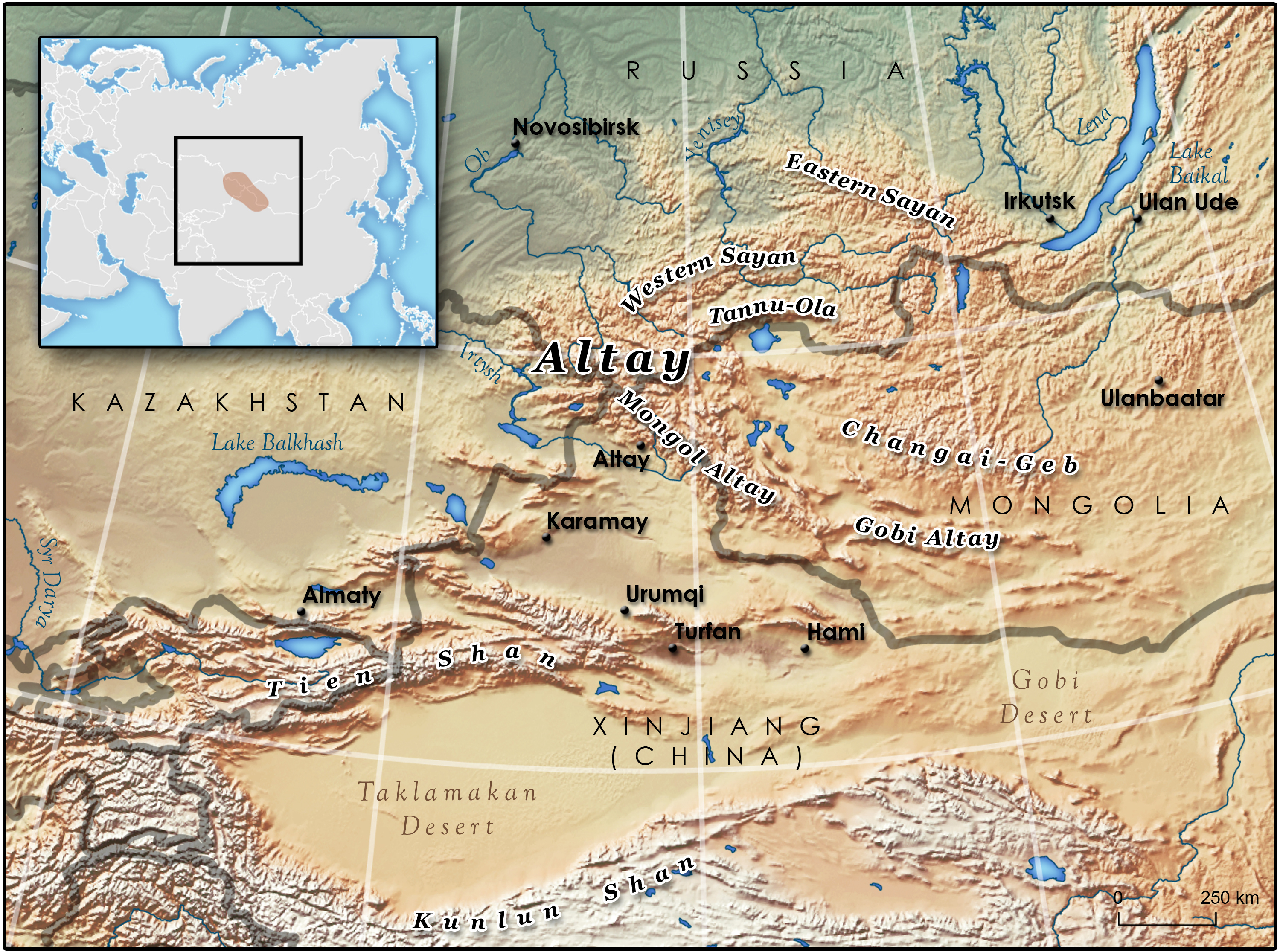
Mapa de la serralada d'Altai

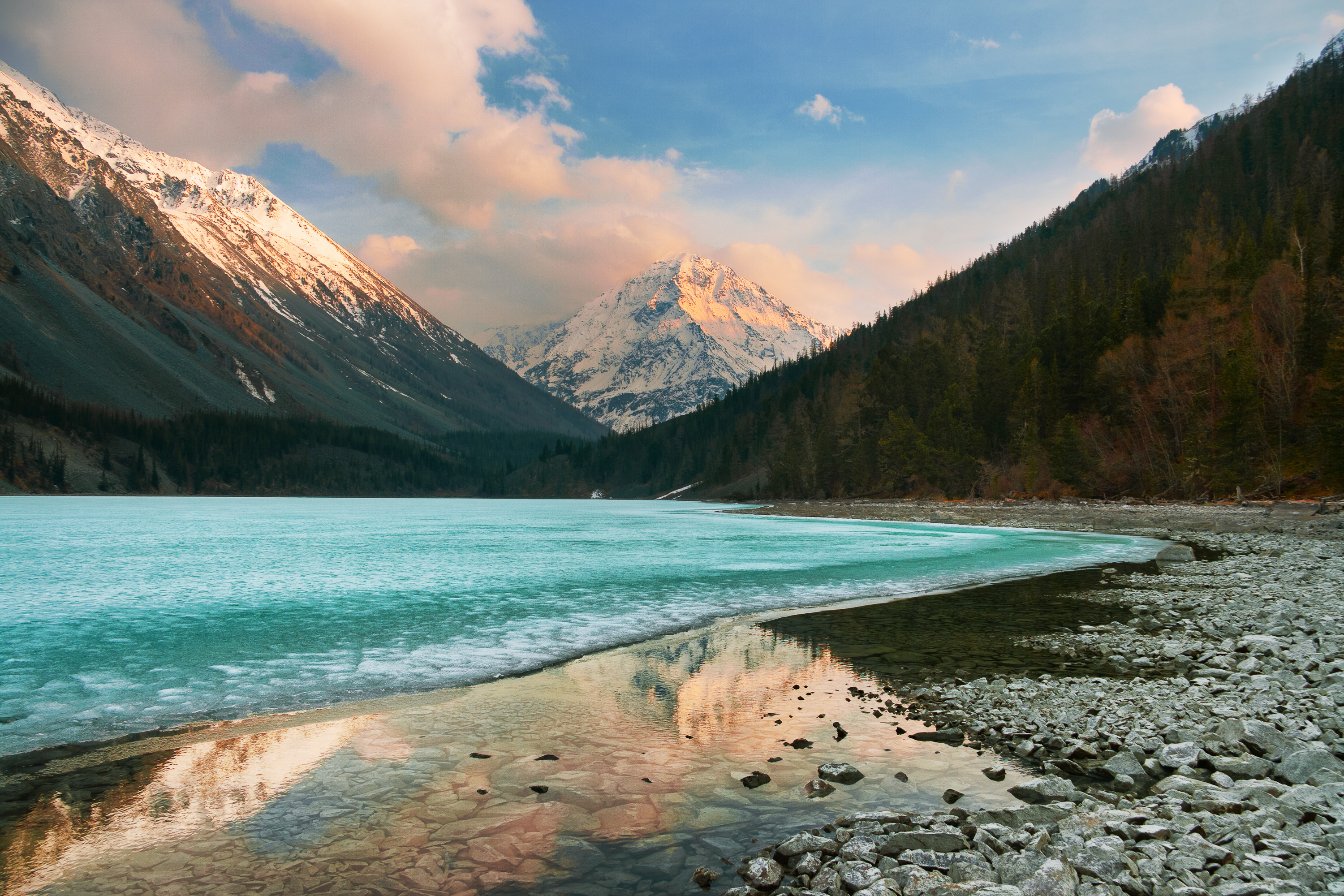
Llac Kucherla a les muntanyes d'Altai

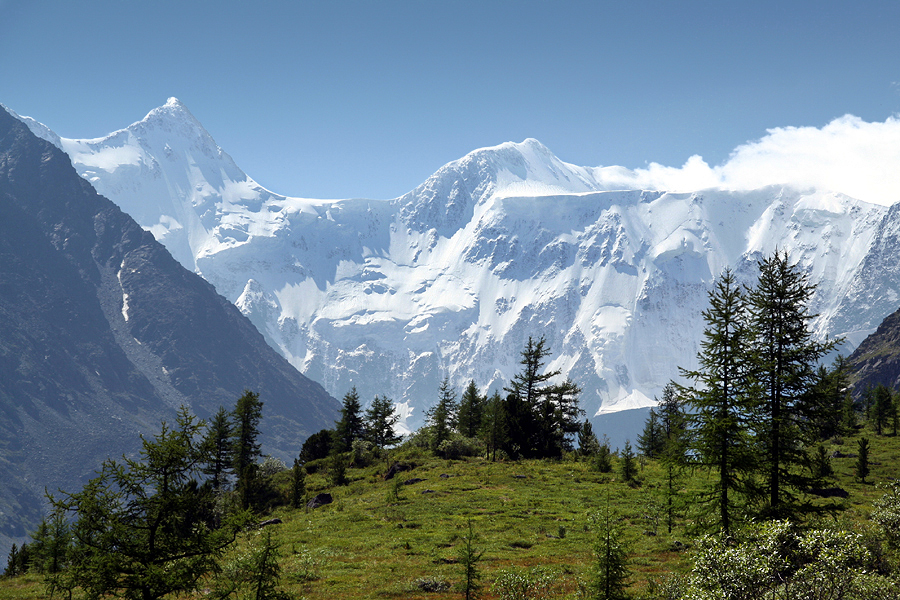
Muntanya Belukha

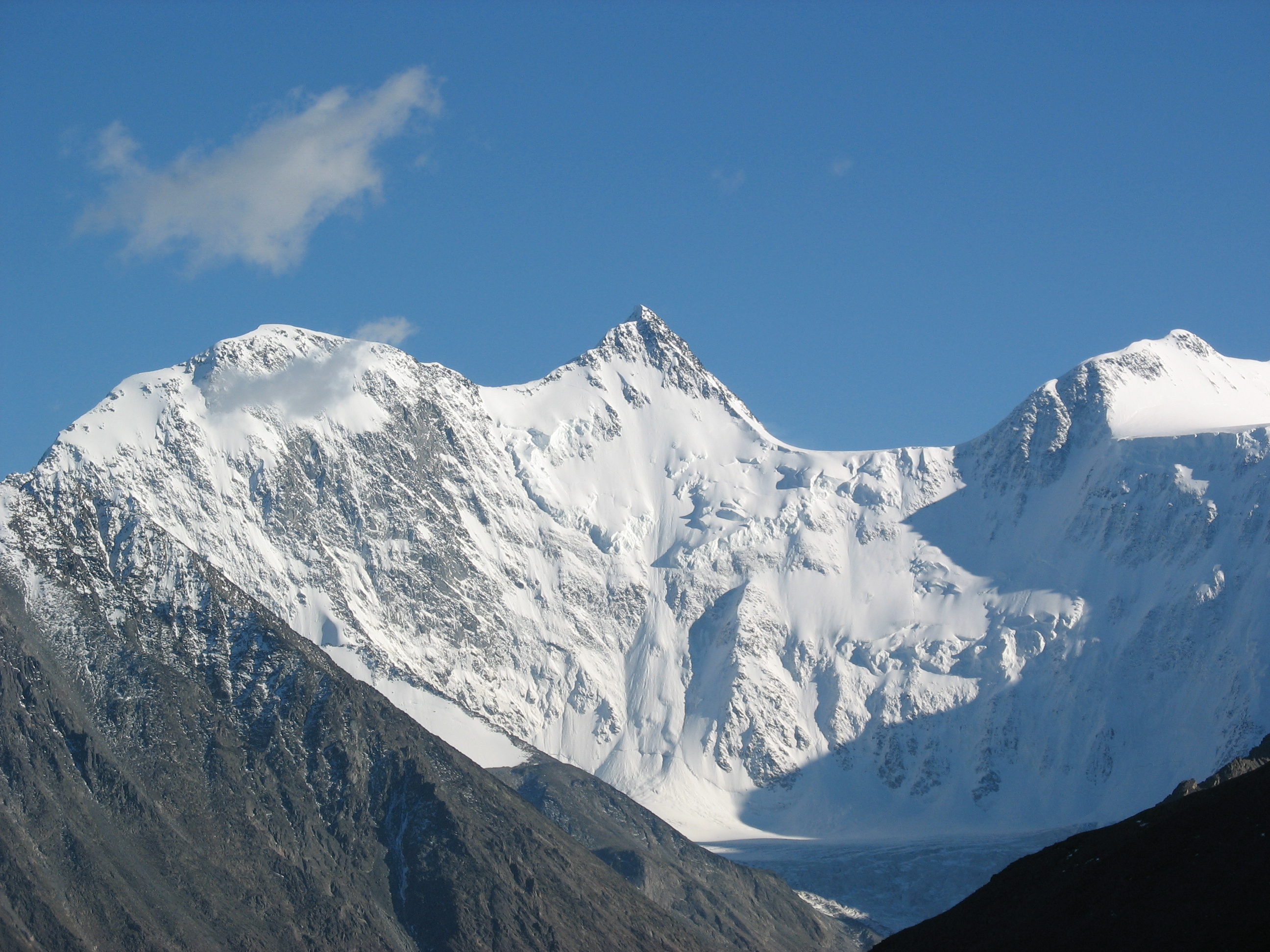
Belukha: la muntanya més alta d'Altai

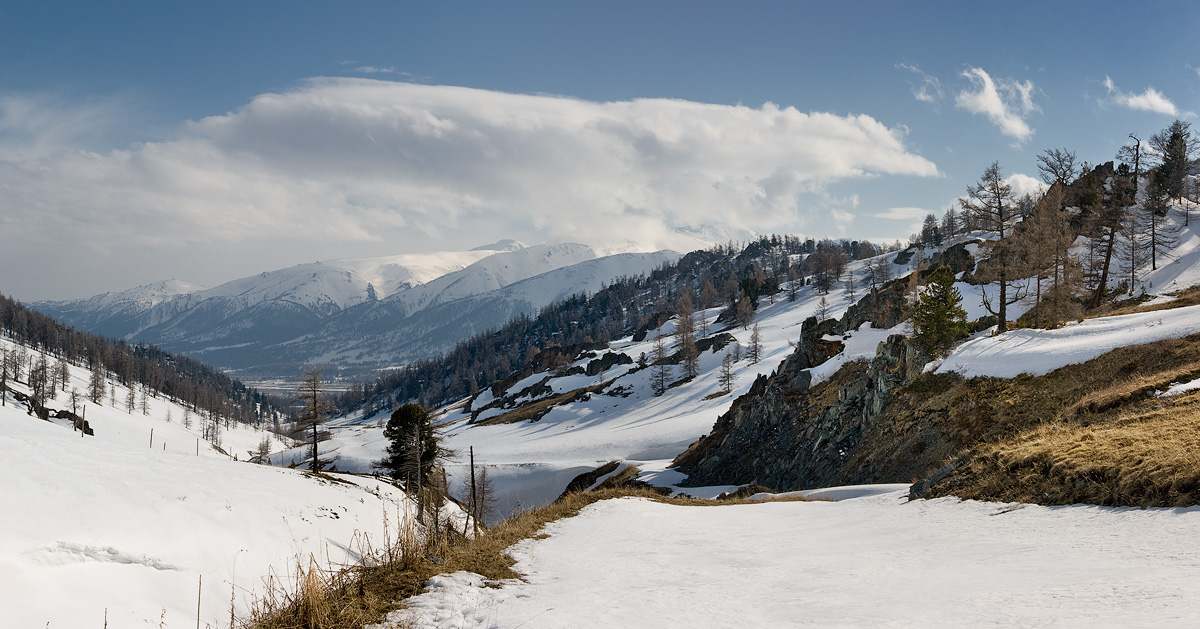
Muntanyes Altai, Kazakhstan

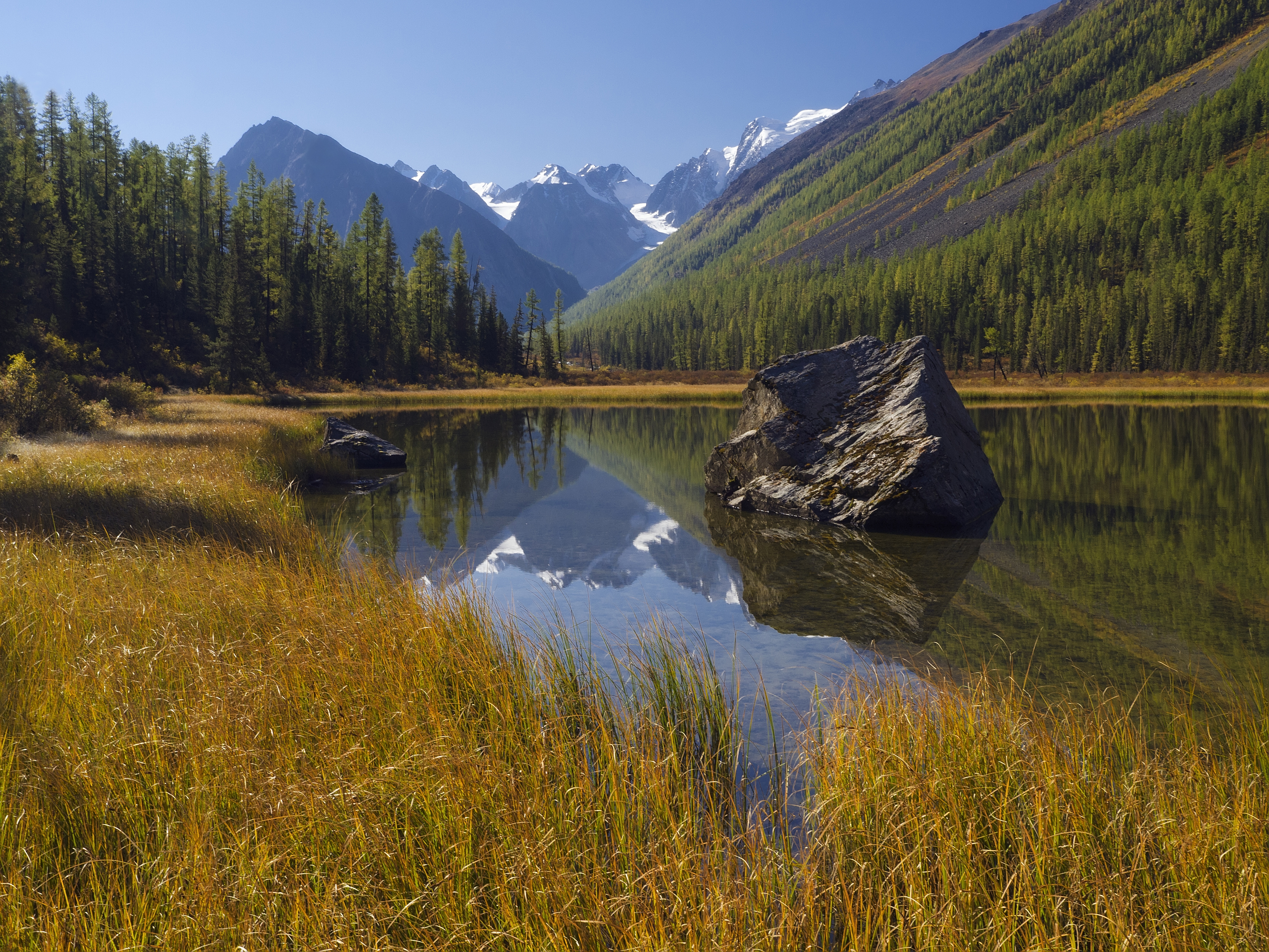
Llac Shavlo al nord de la serralada Chuysky.

Les muntanyes d'Altai són un sistema de muntanyes remotes a l'Àsia central que cobreixen una àrea 845.000 km². Les muntanyes s'estenen al llarg de 2.525 km de nord-oest a sud-est.
Al nord de la regió es troben les muntanyes de Sailughem, també conegudes com a Kolyvan Altai, que s'estenen al nord-est des dels 49° N i 86° E cap a l'extrem occidental de les muntanyes Saian a 51° 60' N i 89° E. La seva elevació mitjana és de 1.500 a 1.750 m. La línia de neu discorre a 2.000 m al costat nord i a 2.400 m al sud, i per sobre d'ella els escarpats cims s'alcen uns 1.000 m més alt. Els passos de muntanya a través de la serra en són pocs i difícils, el principal és l’Ulan-daban a 2.827 m (2.879 m segons Kozlov), i el Chapchan-daban, a 3.217 m, al sud i al nord respectivament. A l'est i al sud-est aquesta serralada està flanquejada pel gran altiplà de Mongòlia, la transició es veu afectada gradualment per mitjà de diversos altiplans menors, com ara Ukok (2.380 m) amb la vall de Pazyryk, Chuya (1.830 m), Kendykty (2.500 m), Kak (2.520 m), (2.590 m) i (2.410 m).
Aquesta regió està plena de grans llacs, com l'Uvs 720 m sobre el nivell del mar, el Khovd Nuur, i aquí és on neix el riu Obi, a la confluència del Katun i el Bia. Té 1.600 km de llarg entre el llac Saisan i el territori al sud-oest de l'alt Selengà i de l'Orkhon superior. També els llacs Khyargas, Dorgon i Khar 1.170 m, i travessat per diverses serralades, de les quals les principals són les muntanyes Tannu-Ola, aproximadament paral·leles a les muntanyes Sayan fins a l'est fins al Kosso-gol, i les muntanyes Khan Khökhii, també s'estenen a l'oest i a l'est.
Els vessants nord-oest i nord de les muntanyes de Sailughem són extremadament costeruts i de difícil accés. En aquest costat es troba el cim més alt de la serra, la Belukha bicèfala, els cims de la qual arriben a 4.506 i 4.440 m respectivament, i donen origen a diverses glaceres (30 km² d'àrea total, el 1911). Els altaians l'anomenen Kadyn Bazhy, però també s'anomena Uch-Sumer. El segon cim més alt de la serralada es troba a la part de Mongòlia anomenada Pic Khüiten. Aquest cim arriba als 4.374 m. Nombrosos esperons, que impacten en totes direccions des de les muntanyes de Sailughem, omplen l'espai entre aquesta serralada i les terres baixes de Tomsk. Com els Chuya Belki, amb una altitud mitjana de 2.700 m, amb cims de 3.500 a 4.177 m, i diverses glaceres al seu vessant nord; els Katun Belki, que tenen una cota mitjana d'uns 3.000 m i estan coberts majoritàriament de neu; la serra de Kholzun; el Korgon, punt més alt Mayak Shangina, les serres de Talitsk i Selitsk; així com la serralada de Tigeretsk.
Els geògrafs també distingeixen diversos altiplans secundaris de cotes inferiors. La vall de Katun comença com un congost salvatge al vessant sud-oest de Belukha; després, després d'un gran revolt, el riu (600 km de llarg) travessa el Katun Belki i s'endinsa en una vall més àmplia, situada a una cota de 600 a 1.100 m, que segueix fins que emergeix de les terres altes d'Altai per unir-se al riu Bia en una regió més pintoresca. El Katun i el Bia junts formen l'Obi.
La següent vall és la del Charysh, que té la serralada de Korgon Range i Tigeretsk per un costat i la serralada de Talitsk i Baschelaksk (Бащелакский хребет) per l'altre. L'Altai, vist des d'aquesta vall, presenta les escenes més romàntiques, com ara el petit, però profund llac Kolyvan (altitud 360 m), que està envoltat de fantàstiques cúpules i torres de granit.
Més a l'oest, les valls de l’Uba, l’Ulba i el Bukhtarma s'obren cap al sud-oest cap a l'Irtysh. La part baixa de la primera, com la vall baixa del Charysh, és densament poblada; a la vall de l'Ulba hi ha la mina de Riddersk, als peus del pic Ivanovsk (2.060 m), revestida de prats alpins. La vall del Bukhtarma, que té una longitud de 320 km, també té el seu origen als peus dels pics Belukha i Kuitun, i a mesura que cau uns 1.500 m en uns 300 km, des d'un altiplà alpí a 1.900 m d'alçada fins a la fortalesa de Bukhtarma (345 m), ofereix els contrastos paisatgístics i vegetals més impactants. Les seves parts superiors abunden en glaceres, la més coneguda de les quals és la Belukha. Al costat nord de la serralada que separa la part superior de Bukhtarma de la part superior de Katun hi ha la glacera de Katun, que després de dues caigudes de gel s'eixampla fins als 700 a 900 metres. D'una gruta d'aquesta glacera esclata tumultuosament el riu Katun.
Les parts mitjanes i baixes de la vall de Bukhtarma han estat colonitzades des del segle XVIII per camperols russos fugitius, serfs i cismàtics religiosos (raskolniks), que hi van crear una república lliure en territori xinès; i després que aquesta part de la vall fos annexada a Rússia el 1869, va ser ràpidament colonitzada. Les altes valls més al nord, a la mateixa cara occidental de la serralada de Sailughem, són poc conegudes, els seus únics visitants són els pastors kirguisos.
Els de Bashkaus, Chulyshman i Chulcha, tots tres condueixen al llac alpí de Telétskoie (longitud, 80 km; amplada màxima, 5 km; desnivell, 520 m; àrea, 230,8 km²; profunditat màxima, 310 m; profunditat mitjana, 200 m), estan habitades per telengits. Les ribes del llac s'eleven gairebé abruptes a més de 1.800 m. D'aquest llac surt el Bia, que s'uneix al Katun a Biïsk, i després serpenteja per les praderies del nord-oest de l'Altaï.
Més al nord, les terres altes d'Altai continuen al districte de Kuznetsk, que té un aspecte geològic lleugerament diferent, però pertany al sistema d'Altai. Però el riu Abakan, que neix a l'espatlla occidental de les muntanyes Saian, pertany al sistema del Ienissei. La serralada de Kuznetsk Ala-tau, a la riba esquerra de l'Abakan, s'estén cap al nord-est fins al govern de Ienisseisk, mentre que un complex de muntanyes (Txukchut, Salair, Abakan) omple el país cap al nord cap al ferrocarril Transsiberià i cap a l'oest cap a l'Obi.
L'Ek-tagh o Altai mongol, que separa la conca de Khovd al nord de la conca d'Irtysh al sud, és una veritable franja fronterera, ja que s'aixeca en una escarpada escarpada i elevada de la depressió de Jungària (470–900 m), però baixa al nord per un pendent relativament curt fins a l'altiplà (1.150 a 1.680 m) del nord-oest de Mongòlia. A l'est dels 94° E, la serralada és continuada per una doble sèrie de cadenes muntanyoses, totes les quals presenten característiques orogràfiques menys marcades i es troben a cotes considerablement més baixes. Els vessants de les cadenes constitutives del sistema estan habitats principalment per Kirguisos nòmades.
Les cinc muntanyes més altes de l'Altai són:
- Belukha, 4.506 m, Rússia
- Pic Khüiten, 4.374 m, Mongòlia
- Mönkh Khairkhan, 4.204 m, Mongòlia
- Muntanya Sutai, 4.220 m, Mongòlia
- Tsambagarav, 4.195 m, Mongòlia

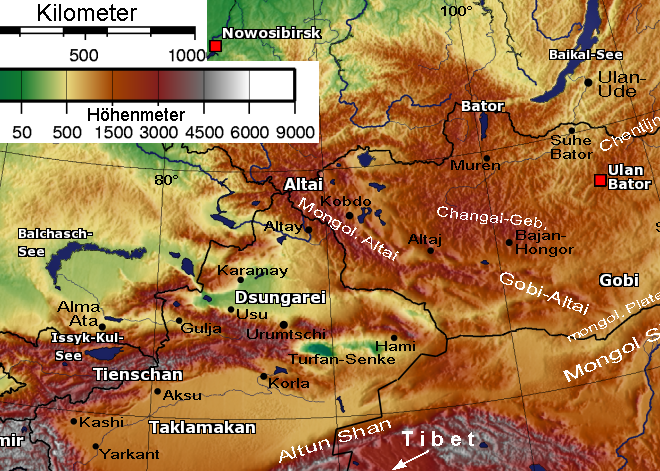
Mapa del massís d'Altai

La part russa comprèn la República d'Altai i el territori d'Altai.
Al massís es troba la cova de Deníssova, coneguda pels seus descobriments paleontològics i arqueològics.
La regió està habitada per una població escassa però ètnicament diversa, que inclou russos, kazakhs, altais, mongols i alemanys del Volga, encara que predominantment representada per minories ètniques indígenes de descendència seminòmada.
L'economia local es basa en la ramaderia bovina, ovina, equina, caça, agricultura, silvicultura i mineria. La família de llengües altaica pren el seu nom d'aquesta serralada.

## Fauna

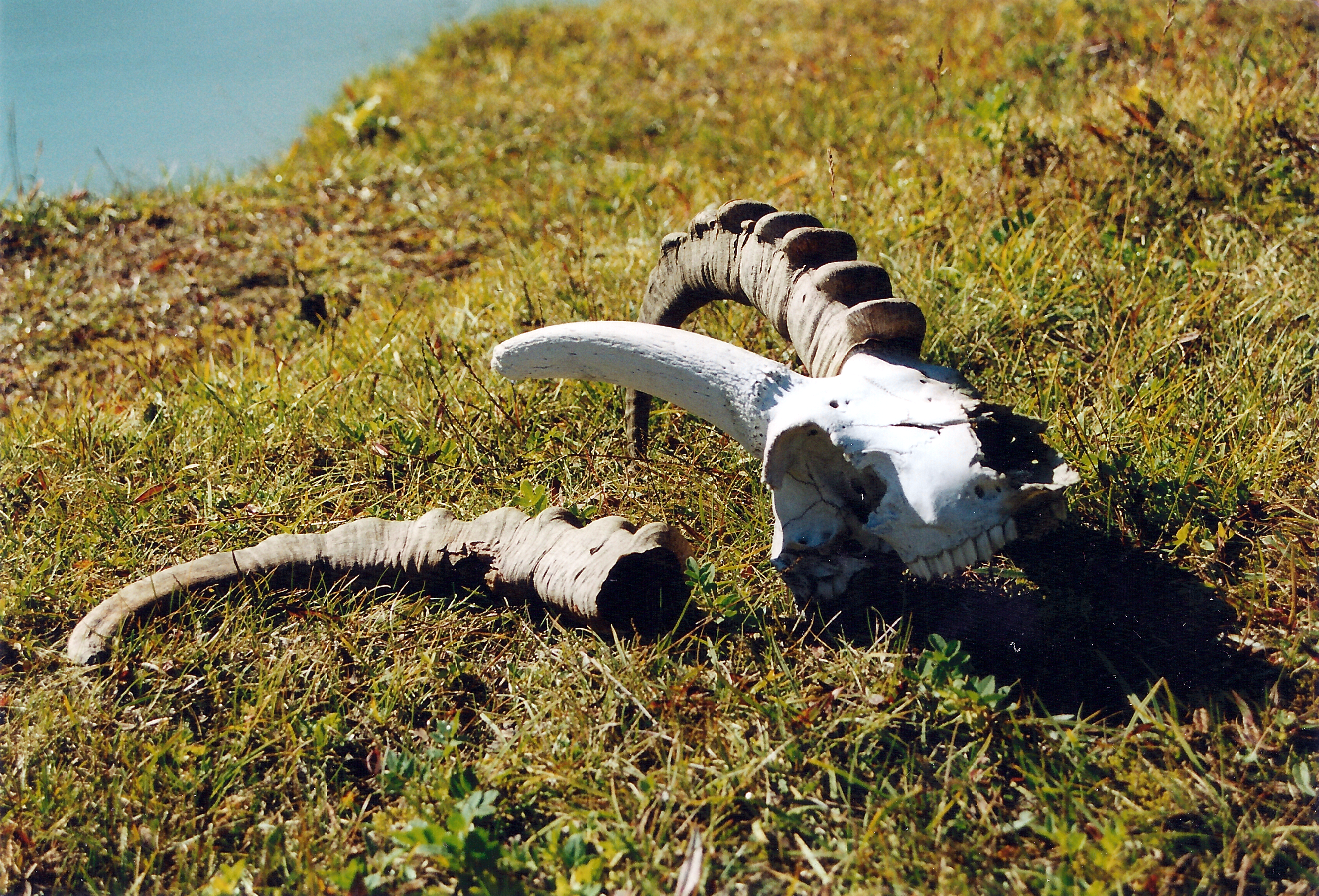
Crani d'un ibex siberià, trobat prop de la Belukha

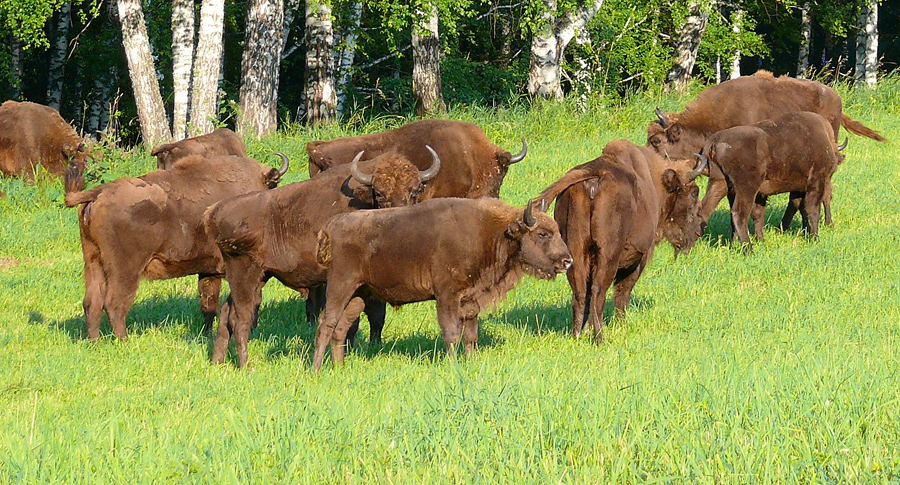
Ramat de bisó europeu en un viver de l'Acadèmia de Ciències de Rússia a l'Altai rus (districte de Shebalinsky, República de l'Altai)

L'ecoregió Altai-Sayan es troba a la intersecció de les províncies faunístiques de l'Àsia central i Sibèria.
Les muntanyes d'Altai acullen una fauna diversa, a causa dels seus diferents hàbitats, com les estepes, les taigues del nord i la vegetació alpina. Els pendents pronunciats són la llar de l'íbex de Sibèria (Capra sibirica), mentre que el rar argalí (Ovis ammon) es troba en vessants més suaus. Els cérvols estan representats per cinc espècies: l'Uapití de l'Altai (Cervus elaphus sibiricus), l'ant (Alces alces), el ren del bosc (Rangifer tarandus valentinae), el Cérvol mesquer comú (Moschus moschiferus) i cabirol de Sibèria (Capreolus pygargus). Els alces i els rens, però, estan restringits a les parts del nord de la serralada. El senglar (Sus scrofa) es troba als contraforts inferiors i a les terres baixes circumdants. Fins fa poc, la gasela de Mongòlia (Procapra gutturosa) es trobava a les muntanyes russes de l'Altai, més concretament a l'estepa del riu Chuya prop de la frontera amb Mongolia. Els grans depredadors estan representats per les panteres de les neus (Panthera uncia, syn. Uncia uncia), llops (Canis lupus), linx (Lynx lynx) i óssos bruns (Ursus arctos), a les parts del nord també pel golut (Gulo gulo). També hi viu el Tien Shan dhole (Cuon alpinus hesperius) (una subespècie del nord-oest del cuó). La majoria de les espècies de la regió són d'origen mongol.
Fins al segle xx, el tigre de la mar Càspia (Panthera tigris virgata) es trobava a la part meridional de les muntanyes d'Altai, on arribava al Llac Zaissan i a l'Irtix. Els individus solters també van ser afusellats més al nord, per exemple a prop de Barnaül. Molt relacionat amb el tigre del Caspi hi ha el tigre siberià existent, que té el nom taxonòmic Panthera tigris altaica.
El bisó europeu va estar present a les muntanyes d'Altai fins a l'Edat mitjana, potser fins al segle xviii. Avui hi ha un petit ramat en un viver a la República d'Altai.
Les granotes camperoles es troben a prop de masses d'aigua fins a 2.000 m a les muntanyes d'Altai.

## Història
Les muntanyes d'Altai han mantingut un clima notablement estable que ha canviat poc des de l'última edat de gel. A més, la barreja de mamífers s'ha mantingut en gran part igual, amb algunes excepcions com els mamuts extints, el que el converteix en un dels pocs llocs de la terra que conserva una fauna de l'edat de gel.
Les muntanyes d'Altai van ser la llar de la branca denisova d'homínids que eren contemporanis dels neandertals i de l'Homo sapiens (humans moderns), descendents d'homínids que van arribar a Àsia abans que els humans moderns. L'homínid Deníssova, datat fa 40.000 anys, va ser descobert a la Cova de Deníssova de les muntanyes d'Altai al sud de Sibèria l'any 2008. El coneixement dels humans denisovans deriva principalment de proves d'ADN i artefactes, ja que encara no s'han recuperat esquelets complets. Les proves d'ADN s'han conservat inusualment bé a causa de la baixa temperatura mitjana a les coves de Deníssova. També s'han trobat ossos neandertals i eines fetes per Homo sapiens a la cova de Deníssova, fet que la converteix en l'únic lloc del món on se sap que van viure els tres homínids.
A la cova de Razboinichya es va trobar un cànid semblant a un gos de fa 33.000 anys. L'anàlisi d'ADN publicada el 2013 va afirmar que estava més relacionat amb els gossos moderns que amb els llops.
Les muntanyes d'Altai s'han identificat com el punt d'origen d'un enigma cultural anomenat Fenomen Seima-Turbino que va sorgir durant l'Edat del Bronze al voltant de l'inici del Mil·lenni II aC i va provocar una migració ràpida i massiva de pobles de la regió a parts llunyanes d'Europa i Àsia.
Alguns historiadors creuen que la regió muntanyenca d'Altai podria haver estat el lloc on va néixer l'esquí, però això segueix sent discutit. Les proves que donen suport a les afirmacions inclouen diversos petròglifs de les coves dins de les muntanyes d'Altai a la Xina moderna que representen figures humanes amb esquís que persegueixen un íbex. Segons un estudi publicat per l'Associació Australiana d'Investigació en Art rupestre (AURA) el 2016, es va estimar que aquest art rupestre fa entre 4.000 i 5.250 anys, la qual cosa significava que podria ser tan antic o possiblement més antic que l'art rupestre de l'esquí antic i artefactes localitzats a Escandinàvia. No obstant això, datar els petròglifs amb precisió amb la tecnologia actual és molt difícil. Els textos més antics coneguts que descriuen l'esquí, són d'un text xinès que data de la Dinastia Han (206 aC al 24 dC) i fa referència als esquiadors de les muntanyes d'Altai.

## Patrimoni de la Humanitat

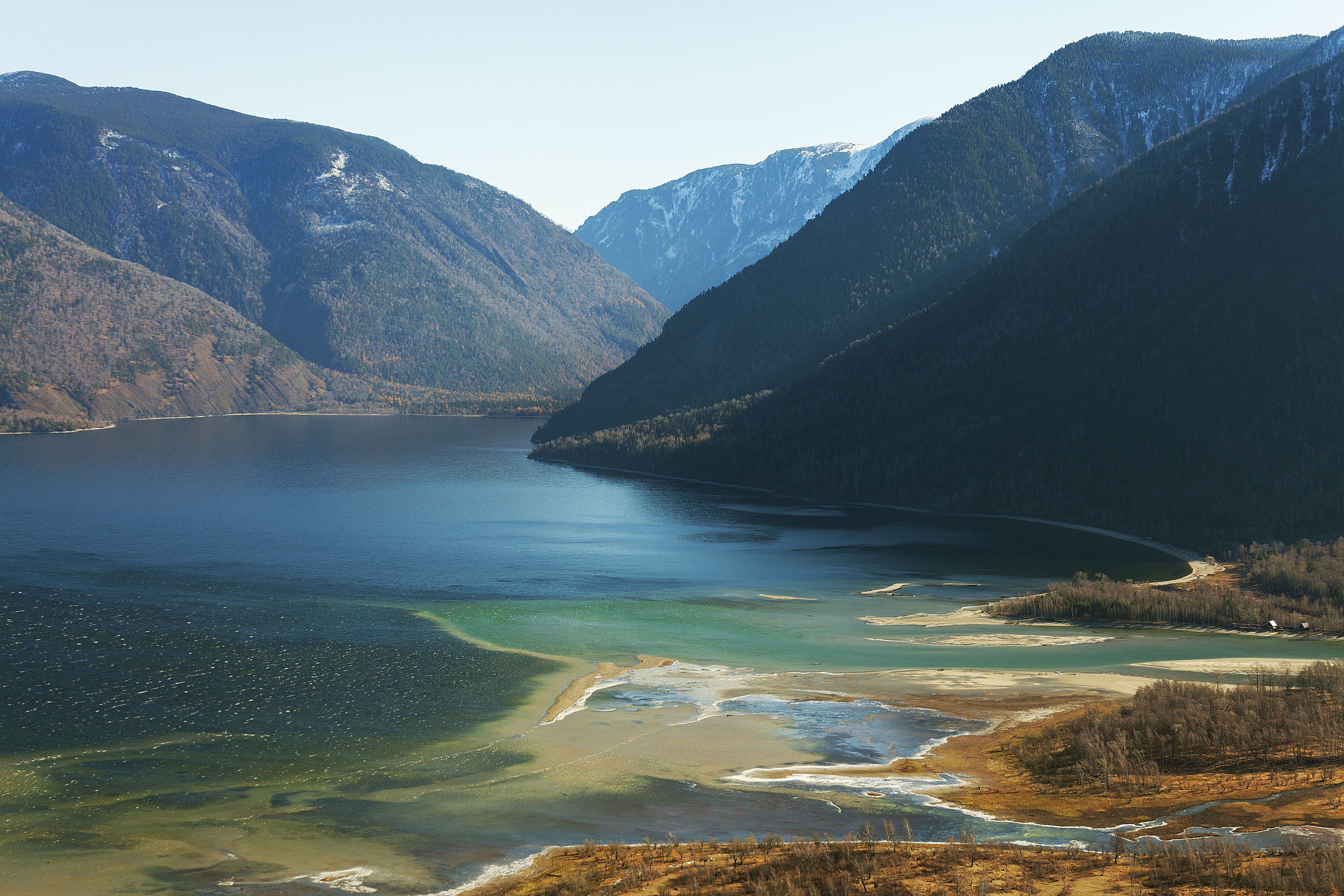
Llac Telétskoie

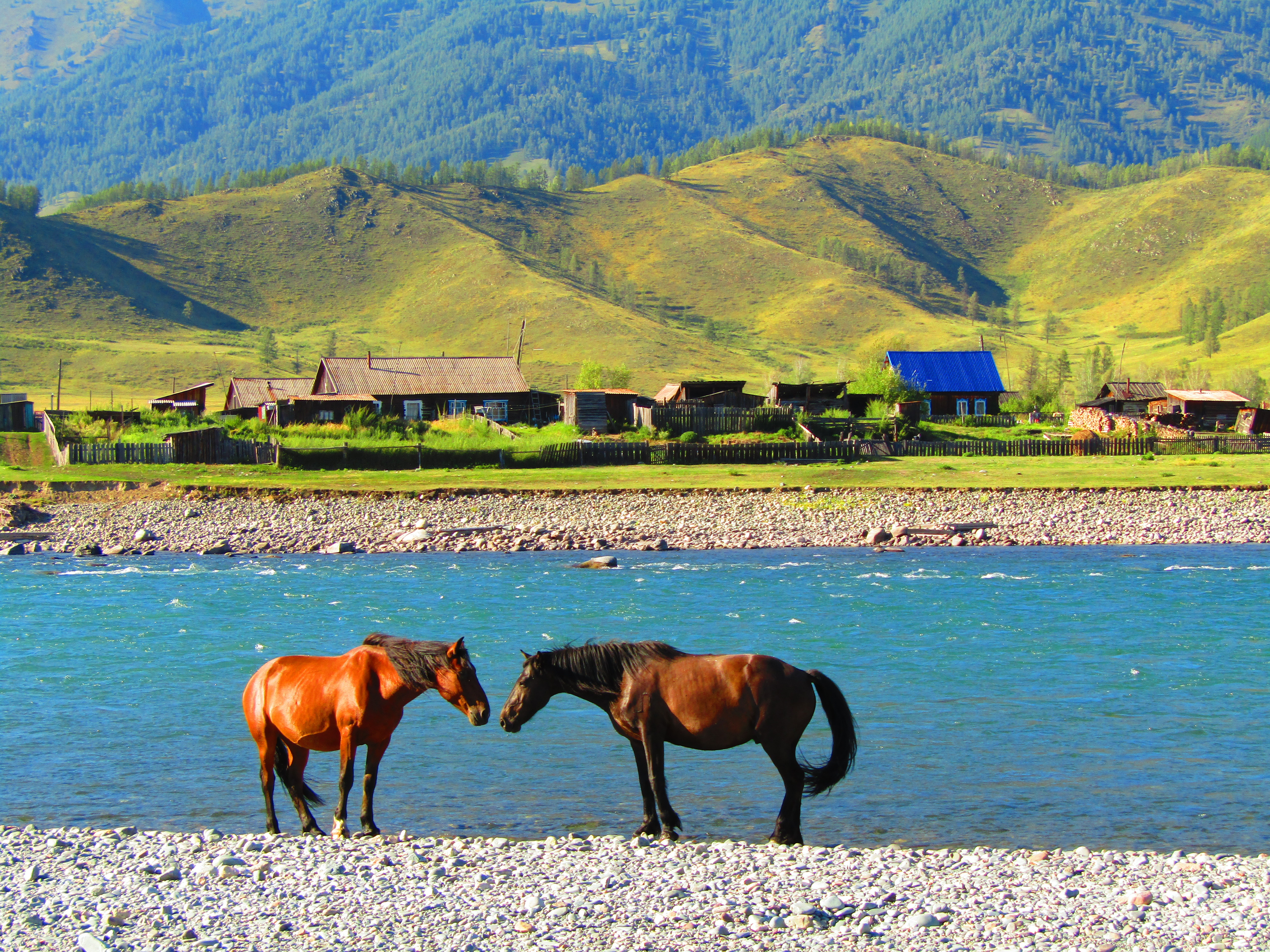
Parc Natural de Belukha

Una àmplia superfície de 16.178 km² —Les reserves naturals d'Altai i Katun, el llac Telétskoie, el mont Belukha i l'altiplà d'Ukok —comprèn un lloc natural declarat Patrimoni de la Humanitat per la UNESCO anomenat «Muntanyes daurades d'Altai». Tal com s'indica a la descripció del lloc de la UNESCO, "la regió representa la seqüència més completa de zones de vegetació altitudinal a Sibèria central, des d'estepa, bosc-estepa, bosc mixt, vegetació subalpina fins a vegetació alpina". Quan va prendre la seva decisió, la UNESCO també va citar la importància de l'Altai rus per a la preservació dels mamífers en perill d'extinció global, com el lleopard de les neus i l’argali d'Altai. En aquestes muntanyes també hi viu l'ibex siberià. La conca de l'Uvs Nuur també és un lloc protegit.
S'han al·legat violacions de l'estatus de protecció de les ovelles Argali i altres espècies, juntament amb acusacions de corrupció, en l’escàndol d'Altaigate. L'incident va sorgir de la mort de diversos VIP russos en un accident d'helicòpter a principis del 2009, suposadament en una excursió de caça furtiva.

## Geologia
L'Altai siberià representa la regió més septentrional afectada per la col·lisió tectònica de l'Índia a Àsia. Sistemes de falla massius recorren la zona, inclosa la zona de falla de Kurai i la zona de falla de Tashanta recentment identificada. Aquests sistemes de falles solen ser d'empenta o falles de lliscament lateral dret, algunes de les quals són tectònicament actives. Els tipus de roques a les muntanyes són típicament granits i esquists metamòrfics, i alguns estan molt esquilats prop de les zones de falla.
El geòleg Victor R. Baker "ha descobert les inundacions cataclísmiques del passat a les muntanyes d'Altai de Sibèria" a partir d'"un llac glacial encara més gran" que el llac Missoula, que abans es pensava que era "el llac embassat de gel més gran del món".

### Activitat sísmica
Tot i que els terratrèmols són generalment poc freqüents, el 27 de setembre de 2003 es va produir un terratrèmol molt gran de MW 7,3 a la zona de la conca de Chuya, al sud de la regió d'Altai. Aquest terratrèmol i les seves rèpliques van devastar gran part de la regió, causant 10,6 milions de dòlars de danys (USGS) i fent desaparèixer el poble de Beltir.